# Gorgopis ptiloscelis
Gorgopis ptiloscelis is een vlinder uit de familie wortelboorders (Hepialidae). De wetenschappelijke naam van deze soort is voor het eerst geldig gepubliceerd in 1919 door Meyrick.
De soort komt voor in tropisch Afrika.